# Mobile Suit Gundam MS IGLOO
Mobile Suit Gundam MS IGLOO (機動戦士ガンダム MS IGLOO?, Kidō senshi Gandamu MS Igurū) è un OAV di 9 episodi prodotto dalla Sunrise tra il 2004 ed il 2009; appartiene alla saga dell'Universal Century di Gundam. Inedito in Italia. È diviso in tre parti di 3 episodi ciascuna, note con i sottotitoli The Hidden One Year War (1年戦争秘話,?, Ichinen sensō hiwa), Apocalypse 0079 (黙示録0079,?, Mokushiroku 0079) e Gravity Front (重力戦線,?, Jūryoku sensen), quest'ultima nota anche come Mobile Suit Gundam MS IGLOO 2.

## Generalità
Ambientata durante la Guerra di un anno come la prima serie storica, MS IGLOO è l'unica opera della saga dell'Universal Century interamente realizzata in computer grafica. I primi tre episodi furono inizialmente destinati ad essere proiettati esclusivamente presso il Bandai Museum di Matsudo. Successivamente, dato il grande successo riscosso, ne fu pubblicata un'edizione in DVD e furono realizzati altri tre episodi, distribuiti direttamente come OAV. Il sequel MS IGLOO 2 è stato anch'esso pianificato direttamente come OAV in tre episodi da pubblicarsi separatamente e vede in scena nuovi personaggi. Mentre i primi sei episodi raccontano la storia esclusivamente dal punto di vista dei soldati di Zeon e sono ambientati nello spazio, nella terza parte i protagonisti sono i soldati di fanteria della Federazione durante la campagna terrestre.

## Trama

### The Hidden One Year War
Anno 0079 UC, inizio della Guerra di un anno. L'ufficiale ingegnere Oliver May è un membro effettivo della 603ª Unità di Valutazione Tecnica dell'Esercito del Principato di Zeon, incaricata di provare sul campo le nuove tecnologie militari. A bordo del cargo Jotunheim il tenente May e gli altri membri dell'Unità prendono parte a diversi episodi chiave nel corso della prima parte della guerra, nota anche come Guerra di una settimana, tra cui l'Operazione British e la fondamentale battaglia di Loum, che vide la flotta federale pesantemente sconfitta da una nuova arma in dotazione alle forze di Zeon, il mobile suit.

### Apocalypse 0079
Nella seconda fase della guerra, continua il duro lavoro di test della 603ª Unità, nel tentativo disperato di trovare nuove soluzioni belliche che possano dare in extremis la vittoria a Zeon.

### Gravity Front
In questa parte con nuovi personaggi l'attenzione si sposta sul fronte terrestre e l'azione è narrata dal punto di vista della Federazione.

## Episodi
| Nº                                                       | Titolo italiano (traduzione letterale) Giapponese 「Kanji」 - Rōmaji                                 | Prima edizione  | Prima edizione |
| Nº                                                       | Titolo italiano (traduzione letterale) Giapponese 「Kanji」 - Rōmaji                                 | Giapponese      |                |
| Mobile Suit Gundam MS IGLOO (3 episodi)                  | |                 |                |
| 1                                                        | Il serpente scomparso di Loum 「大蛇はルウムに消えた」 - Orochi wa Rūmu ni kieta                     | 19 luglio 2004  |                |
| 2                                                        | Urla macchiate nel crepuscolo 「遠吠えは落日に染まった」 - Tōboe wa rakujitsu ni somatta             | 19 luglio 2004  |                |
| 3                                                        | La danza dei fantasmi orbitali 「軌道上に幻影は疾る」 - Kidō-jō ni gen'ei wa hayaru                  | 3 novembre 2004 |                |
| Mobile Suit Gundam MS IGLOO: Apocalypse 0079 (3 episodi) | |                 |                |
| 1                                                        | Nei cieli di Jaburo, ho visto il mare 「ジャブロー上空に海原を見た」 - Jaburō jōkū ni unabara o mita | 26 aprile 2006  |                |
| 2                                                        | Attraversa il sentiero della luce 「光芒の峠を越えろ」 - Kōbō no tōge o koero                        | 23 giugno 2006  |                |
| 3                                                        | Spiriti che ritornano al grido del tuono 「雷鳴に魂は還る」 - Raimei ni tamashī wa kaeru             | 25 agosto 2006  |                |
| Mobile Suit Gundam MS IGLOO 2: Gravity Front (3 episodi) | |                 |                |
| 1                                                        | Spara a quella morte! 「あの死神を撃て!」 - Ano shinigami o ute!                                     | 24 ottobre 2008 |                |
| 2                                                        | Re della terra, avanti! 「陸の王者、前へ!」 - Riku no ōja, mae e!                                    | 23 gennaio 2009 |                |
| 3                                                        | Odessa, tempesta di ferro! 「オデッサ、鉄の嵐！」 - Odessa, tetsu no arashi!                         | 24 aprile 2009  |                |